# La Chute des Abe
Pour plus de détails, voir Fiche technique et Distribution.
La Chute des Abe (阿部一族, Abe ichizoku) est un film japonais réalisé par Hisatora Kumagai, sorti en 1938.

## Synopsis
Le 17 septembre 1641 durant l'époque d'Edo, Hosokawa Tadatoshi, seigneur féodal de la province de Higo, meurt dans le château de Kumamoto. Malgré l'interdiction qu'il avait donné à ses vassaux de le suivre dans la mort, nombreux sont ceux qui défient sa demande. Les fidèles vassaux qui obéissent à l'interdiction sont perçus au sein du clan comme des lâches. Après qu'Abe Yaichi'emon, le dernier fidèle résistant, a également commis un seppuku, Mitsunao, le fils de Tadatoshi et nouveau seigneur féodal, punit le clan Abe pour la désobéissance de Yaichi'emon.

## Fiche technique
- Titre : La Chute des Abe[1]
- Titre alternatif : Le Clan Abe[2]
- Titre original : 阿部一族 (Abe ichizoku?)
- Réalisation : Hisatora Kumagai

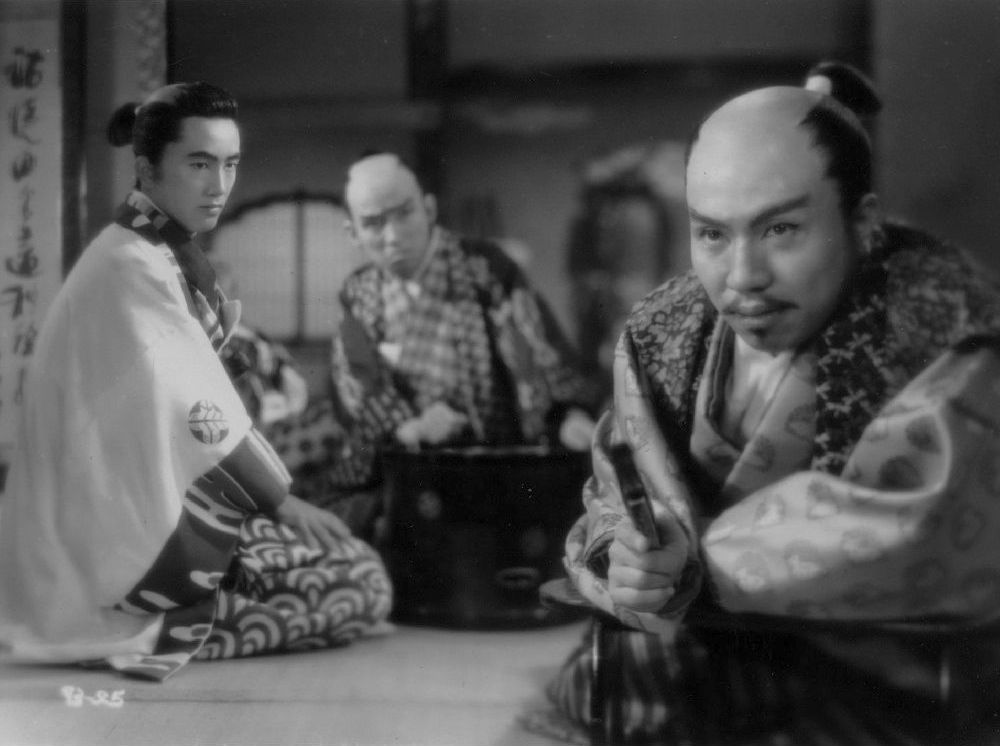
Scène du film avec, et.

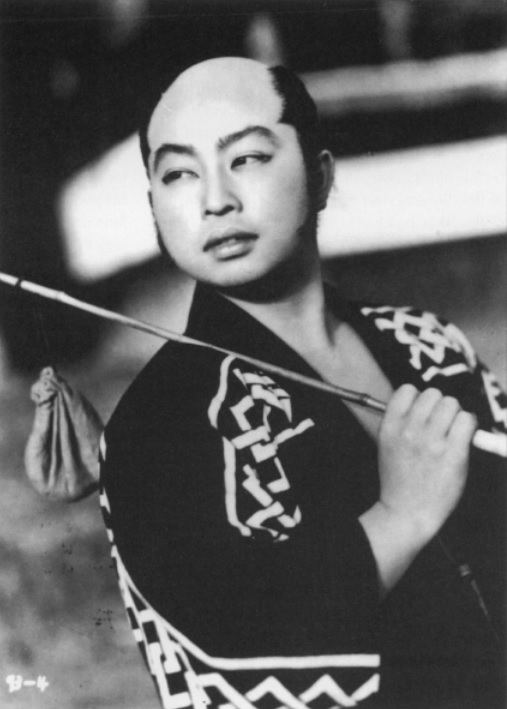
Daisuke Katō dans La Chute des Abe (1938).

- Assistants réalisateurs : Nobuo Adachi et Tai Katō
- Scénario : Hisatora Kumagai et Nobuo Adachi, d'après la nouvelle homonyme de Mori Ōgai
- Photographie : Hiroshi Suzuki (ja)
- Musique : Shirō Fukai
- Montage : Yoshitama Imaizumi
- Décors : Takeo Kita (ja)
- Société de production : Tōhō
- Société de distribution : Tōhō
- Pays de production :  Empire du Japon
- Langue originale : japonais
- Format : noir et blanc — 1,33:1 — 35 mm — son mono
- Genres : film historique ; drame ; Jidai-geki
- Durée : 115 minutes[3] (métrage : treize bobines - 3 148 m[3])
- Date de sortie : 
  - Empire du Japon : 21 octobre 1938[3]

## Distribution
- Chōjūrō Kawarasaki (ja) : Tsukamoto Matashichiro
- Kan'emon Nakamura (ja) : Abe Yagobei, le deuxième fils
- Shizue Kawarazaki (créditée sous le nom Shizue Yamagishi) : Toe, la femme de Matashichiro
- Masako Tsutsumi (ja) : Osaki, la servante de Toe
- Emitarō Ichikawa : Abe Yaichiuemon
- Kosaburō Tachibana : Abe Gonbei, le fils aîné
- Chūzaburō Wakamiya (ja) (crédité sous le nom Shinzaburō Ichikawa) : Abe Ichidayu, le troisième fils
- Shimajirō Yamazaki : Abe Godayu, le quatrième fils
- Senshō Ichikawa (ja) : Abe Shichinojo, le cinquième fils
- Daisuke Katō (crédité sous le nom d'Enji Ichikawa) : Tasuke
- Akira Ubukata (ja) : Mitsunao
- Akitake Kōno (crédité sous le nom de Shinzō Yamazaki) : Hayashi Geki Ōmetsuke
- Tsuruzō Nakamura : Hata Jadayu
- Yoshisaburō Arashi (ja) : Kazuma Takeuchi
- Chōemon Bandō (ja) : le prêtre Tenyu
- Hisako Hara (ja) : nourrice

## Autour du film
Mori Ōgai écrit Abe ichizoku (阿部一族), la nouvelle dont est tiré le scénario du film de Hisatora Kumagai, en 1912. Le romancier situe l'intrigue au XVIIe siècle mais s'inspire du junshi (« suicide par fidélité ») du général Nogi Maresuke, héros de la Guerre russo-japonaise, et de sa femme, le jour des funérailles de l'empereur Meiji le 13 septembre 1912 à Tokyo. L'histoire est à nouveau adaptée en 1995 dans un téléfilm réalisé par Kinji Fukasaku.
Selon le critique de cinéma Tadao Satō, La Chute des Abe est « un jidaigeki d'une haute tenue, qui critique sévèrement l'esprit du bushido en allant jusqu'au bout de ses raisonnements. Il faut être fidèle à son seigneur, même si celui-ci est un idiot ».
La nouvelle de Mori Ōgai a également été adaptée en téléfilm par Kinji Fukasaku en 1995.